# Vordere Dalsenalm
Die Vordere Dalsenalm ist eine Alm im Schlechinger Forst in der Gemeinde Schleching.
Drei Kaser der Vorderen Dalsenalm stehen unter Denkmalschutz und sind unter den Nummern D-1-89-141-62, D-1-89-141-63 und D-1-89-141-64 in die Bayerische Denkmalliste eingetragen.

## Baubeschreibung
Der Bichlkaser (westliches Gebäude, Aktennummer D-1-89-141-62) ist ein Mauerbau mit Blockbaugiebel, die Firstpfette ist bezeichnet mit dem Jahr 1812.
Der Feichtnkaser (mittleres Gebäude, Aktennummer D-1-89-141-63) ist ein Vorkaser in Blockbauweise, die Firstpfette ist mit dem Jahr 1790 bezeichnet.
Der Huberkaser (östliches Gebäude, Aktennummer D-1-89-141-64) ist ein ehemaliger Doppelkaser. Der Mauerbau hat zwei Eingänge, einen Blockbaugiebel und ist mit dem Jahr 1847 bezeichnet.
Pilz- und Noichlkaser sind abgegangen, der Binerkaser von 1898 wurde abgetragen.

## Heutige Nutzung
Die Vordere Dalsenalm wird landwirtschaftlich genutzt und ist in den Sommermonaten – üblicherweise an den Wochenenden – bewirtet.

## Lage
Die Vordere Dalsenalm liegt nördlich des Weitlahnerkopf auf einer Höhe von etwa 1000 m ü. NN. 
Westlich der Vorderen Dalsenalm befindet sich die Hintere Dalsenalm.